# Hymenophyllum splendidum
Hymenophyllum splendidum är en hinnbräkenväxtart som beskrevs av V. d. Bosch. Hymenophyllum splendidum ingår i släktet Hymenophyllum och familjen Hymenophyllaceae. Inga underarter finns listade.